# Premio Florencio
El Premio Florencio Sánchez al teatro es un premio otorgado por la Asociación de Críticos Teatrales del Uruguay (filial Unesco) a los artistas relacionados con el teatro.
Ha cumplido medio siglo premiando lo mejor de la actividad teatral uruguaya. y no debe confundirse con los Premios Florencio Sánchez de la Casa del Teatro Argentina en Buenos Aires.
Florencio Sánchez es el más reconocido dramaturgo uruguayo, perteneciente a la Generación del 900. 
La propuesta de creación del premio fue del crítico de teatro Yamandú Marichal en 1962.
Las categorías de los premios, que consisten en una estatuilla de bronce diseñada, en 1962 por el escultor Eduardo Díaz Yepes, son:
- Espectáculo
- Director
- Actor Principal
- Actriz Principal
- Actor de reparto
- Actriz de reparto
- Texto de autor nacional
- Vestuario
- Escenografía
- Música

A lo largo de medio siglo se ha otorgado el Premio Florencio a la Música, Ambientación sonora, Espectáculos infantiles y otras categorías, como Premio Florencio del Público, que varían de acuerdo a los criterios de la Asociación de Críticos.